# Emydoidea blandingii
Emys blandingii or
Emydoidea blandingii là một loài rùa trong họ Emydidae. Loài này được Holbrook mô tả khoa học đầu tiên năm 1838.